# 聯泰控股
聯泰控股有限公司，簡稱聯泰控股（英語：LUEN THAI HOLDINGS LIMITED，港交所：0311），在1983年，由陳守仁（榮譽主席），於香港（總部）成立「聯泰國際集團有限公司」，主席為瞿智鳴，行政總裁為陳祖龍。
業務在全球經營生產和銷售休闲和时尚服装、毛衣、生活服饰、配件和货运代理和物流。
招股價為2.325至3.025港元之間，全球發售為225,000,000股，集資額為7億港元，股份在2004年7月15日於港交所主板上市。
2016年10月27日上海紡織集團子公司上海紡織香港以每股要約價為1.8元，較停牌前1.85元折讓2.7%，全面收購聯泰控股的8.3億股股份，收購金額共14.9億元。此外，聯泰以大約1.1億美元，向由目前大股東陳亨利持有55%的公司出售服務零售、鞋履製造、物流及房地產業務，聯泰控股正式成為國企。後來陳家再將旗下的旅遊、零售等業務以海天地悅旅名義在香港上市。

## 連結
- luenthai.com （页面存档备份，存于）